# Autodromo di Modena
Autodromo di Modena, Modena Autodrome − tor wyścigowy o długości 2,4 km zbudowany w roku 1950 na przedmieściach Modeny. Na torze do 1961 odbywały się wyścigi Grand Prix Modeny Formuły 1 oraz Formuły 2.